# Мирошниченко, Виктор Афанасьевич

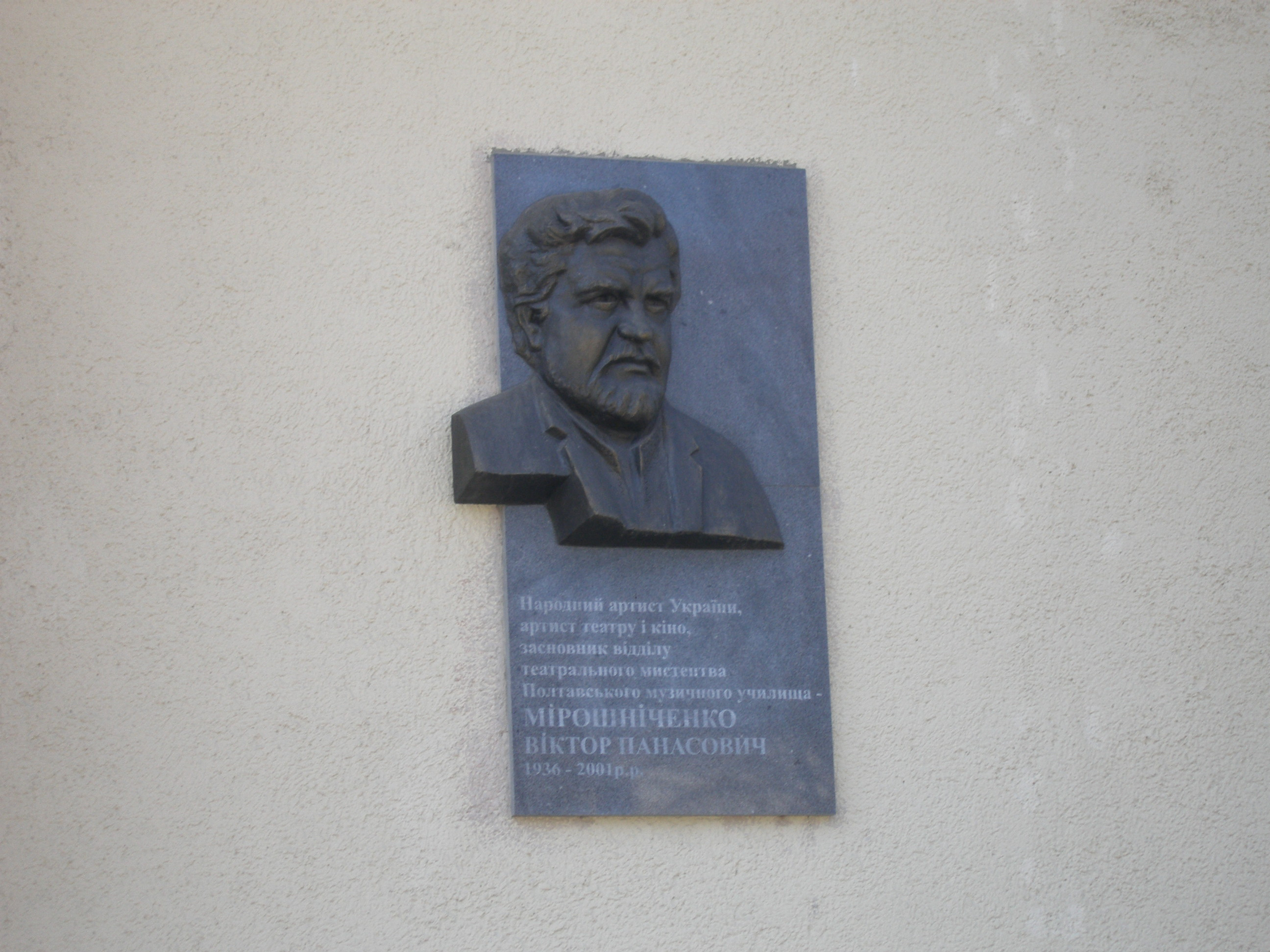
Памятная доска В. Мирошниченко в Полтаве на здании музучилища

Виктор Афанасьевич Мирошниченко (укр. Віктор Панасович Мірошниченко; 21 сентября 1936, Полтава — 10 ноября 2001, там же) — советский и украинский режиссёр и актёр театра и кино. Народный артист Украинской ССР (1984).

## Биография
На театральной сцене с 1967 года.
В 1962 году окончил Харьковский театральный институт. В 1986—1989 годах — главный режиссёр Полтавского украинского музыкально-драматического театра им. Гоголя.
В 1996 году, когда в музыкальном училище им. Лысенко было открыто театральное отделение, В. Мирошниченко предложили возглавить его. Возглавлял его в течение 7 лет.
Скончался 11 ноября 2001 года.

## Избранные роли в театре
- Мартын Боруля, Омелько, Гервасий — «Мартын Боруля», И. Карпенко-Карый;
- Терентий Бублик — «Платон Кречет», А. Корнейчук.
- Федор Протасов — «Живой труп», Л. Н. Толстой
- Фальстаф — «Виндзорские проказницы» У. Шекспир
- Васков — «А зори здесь тихие…» , Б. Васильев
- Крогстад — «Нора», Г. Ибсен

## Роли в кино
- 1969 — Берег принцессы Люськи (короткометражный) — Михаил
- 1980 — Тихие троечники — дядя Петя, прохожий
- 1983 — Дело для настоящих мужчин — начальник милиции
- 1983 — Отцы и дети — уездный доктор
- 1984 — Затерянные в песках
- 1985 — Большое приключение — Сергей Петрович, директор Дворца пионеров
- 1988 — Благородный разбойник Владимир Дубровский

## Режиссёрские работы
Поставил спектакли:
- «Никогда не угаснет» В. Орлова (1985),
- «Карусельные краски» Г. Сапгира (1986),
- «Дети Арбата» А. Рыбакова (1988),
- «Железный занавес» В.Котенка (1988) и др.